# Мальцев Олександр Миколайович (хокеїст)
Олександр Мальцев (рос. Александр Мальцев, нар. 20 квітня 1949, Кірово-Чепецьк) — радянський хокеїст, що грав на позиції центрального нападника, крайнього нападника. Грав за збірну команду СРСР.
Олімпійський чемпіон. 

## Ігрова кар'єра
Вихованець Кірово-Чепецької хокейної школи, хокейну кар'єру розпочав 1966 року виступами за місцеву команду «Олімпія».
1967 року перейшов до московського «Динамо» за який виступав сімнадцять сезонів та неодноразово ставав призером чемпіонату. Шесть разів здобував срібні медалі в 1971, 1972, 1977—1980 та стільки ж бронзоі в 1969, 1974, 1976, 1981—1983. В чемпіонатах СРСР за результатами сезону обирався до символічної збірної. 
Був гравцем юніорської збірної СРСР, у складі якої брав участь у 10 іграх. Виступав за дорослу збірну СРСР, провів 151 гру в її складі. Рекордсмен збірної за кількістю проведених матчів — 319 та закинутих шайб — 212.
На чемпіонатах світу в 1970, 1972 та 1981 роках визнавався найкращим нападником турніру. Був учасником суперсерій СРСР — Канада (НХЛ) 1972 та СРСР — Канада (ВХЛ) 1974. Володар Кубка Канади 1981, брав участь в першому розіграшу Кубка Канади 1976 року.
У 1984 пройшов прощальний матч Мальцева між збірними СРСР та Європи (7:3), але це не завадило йому в 1989/90 роках відіграти 13 матчів у чемпіонаті Угорщини за місцевий клуб «Уйпешт».

## Досягнення
- 9-разовий чемпіон світу — 1969—1971, 1973—1975, 1978, 1981. 1983
- 2-разовий Олімпійський чемпіон — 1972, 1976
- Володар Кубка Шпенглера в складі «Динамо» (Москва) — 1983

У 1999 включений до Залу слави ІІХФ.

## Статистика

### Клубні виступи
| Сезон         | Клуб              | Ліга          | Регулярний сезон | Регулярний сезон | Регулярний сезон | Регулярний сезон | Регулярний сезон |
| Сезон         | Клуб              | Ліга          | І                | Г                | П                | О                | ШХ               |
| ------------- | ----------------- | ------------- | ---------------- | ---------------- | ---------------- | ---------------- | ---------------- |
| 1967–68       | «Динамо» (Москва) | СРСР          | 23               | 9                | 2                | 11               | 4                |
| 1968–69       | «Динамо» (Москва) | СРСР          | 42               | 26               | —                | —                | —                |
| 1969–70       | «Динамо» (Москва) | СРСР          | 42               | 32               | —                | —                | —                |
| 1970–71       | «Динамо» (Москва) | СРСР          | 37               | 30               | 26               | 56               | 8                |
| 1971–72       | «Динамо» (Москва) | СРСР          | 26               | 20               | 11               | 31               | 14               |
| 1972–73       | «Динамо» (Москва) | СРСР          | 27               | 20               | 16               | 36               | 30               |
| 1973–74       | «Динамо» (Москва) | СРСР          | 32               | 25               | 22               | 47               | 14               |
| 1974–75       | «Динамо» (Москва) | СРСР          | 32               | 18               | 16               | 34               | 28               |
| 1975–76       | «Динамо» (Москва) | СРСР          | 29               | 28               | 19               | 47               | 0                |
| 1976–77       | «Динамо» (Москва) | СРСР          | 33               | 31               | 27               | 58               | 4                |
| 1977–78       | «Динамо» (Москва) | СРСР          | 24               | 17               | 12               | 29               | 22               |
| 1978–79       | «Динамо» (Москва) | СРСР          | 8                | 2                | 3                | 5                | 0                |
| 1979–80       | «Динамо» (Москва) | СРСР          | 36               | 11               | 28               | 39               | 10               |
| 1980–81       | «Динамо» (Москва) | СРСР          | 38               | 14               | 28               | 42               | 8                |
| 1981–82       | «Динамо» (Москва) | СРСР          | 37               | 19               | 22               | 41               | 6                |
| 1982–83       | «Динамо» (Москва) | СРСР          | 32               | 14               | 15               | 29               | 0                |
| 1983–84       | «Динамо» (Москва) | СРСР          | 32               | 7                | 15               | 22               | 6                |
| 1989–90       | «Уйпешт»          | ЧУ            | 13               | 8                | 12               | 20               | —                |
| Усього в СРСР | Усього в СРСР     | Усього в СРСР | 530              | 329              | 256              | 585              | 154              |

### Збірна
| Рік                | Команда            | Турнір             | І   | Г   | П   | О   | ШХ |
| ------------------ | ------------------ | ------------------ | --- | --- | --- | --- | -- |
| 1968               | СРСР               | ЮЧЄ                | 5   | 2   | 6   | 8   | 0  |
| 1969               | СРСР               | ЮЧЄ                | 5   | 13  | 4   | 17  | 2  |
| 1969               | СРСР               | ЧС                 | 10  | 5   | 6   | 11  | 0  |
| 1970               | СРСР               | ЧС                 | 10  | 15  | 6   | 21  | 8  |
| 1971               | СРСР               | ЧС                 | 10  | 10  | 6   | 16  | 2  |
| 1972               | СРСР               | ОІ                 | 5   | 4   | 3   | 7   | 0  |
| 1972               | СРСР               | ЧС                 | 10  | 10  | 12  | 22  | 0  |
| 1972               | СРСР               | СС                 | 8   | 0   | 5   | 5   | 0  |
| 1973               | СРСР               | ЧС                 | 9   | 7   | 6   | 13  | 12 |
| 1974               | СРСР               | ЧС                 | 10  | 6   | 4   | 10  | 2  |
| 1974               | СРСР               | СС                 | 8   | 4   | 0   | 4   | 0  |
| 1975               | СРСР               | ЧС                 | 10  | 8   | 6   | 14  | 2  |
| 1976               | СРСР               | ОІ                 | 6   | 7   | 7   | 14  | 0  |
| 1976               | СРСР               | ЧС                 | 5   | 3   | 3   | 6   | 0  |
| 1976               | СРСР               | КК                 | 5   | 3   | 4   | 7   | 2  |
| 1977               | СРСР               | ЧС                 | 8   | 1   | 9   | 10  | 2  |
| 1978               | СРСР               | ЧС                 | 10  | 5   | 8   | 13  | 0  |
| 1980               | СРСР               | ОІ                 | 7   | 6   | 4   | 10  | 0  |
| 1981               | СРСР               | ЧС                 | 8   | 6   | 7   | 13  | 2  |
| 1981               | СРСР               | КК                 | 4   | 1   | 1   | 2   | 0  |
| 1983               | СРСР               | ЧС                 | 8   | 1   | 3   | 4   | 0  |
| Юніорська збірна   | Юніорська збірна   | Юніорська збірна   | 10  | 15  | 10  | 25  | 2  |
| Національна збірна | Національна збірна | Національна збірна | 151 | 102 | 100 | 202 | 32 |